# Stereodon pennatulus
Stereodon pennatulus là một loài Rêu trong họ Hypnaceae. Loài này được Mitt. ex Dixon mô tả khoa học đầu tiên năm 1914.